# Château du Besneray
Le château du Besneray est un édifice situé à La Chapelle-Yvon, en France.

## Localisation
Le monument est situé dans le département français du Calvados, à 2 km à l'est du bourg de La Chapelle-Yvon.

## Historique
Le colombier, du XVIIe siècle, est inscrit au titre des Monuments historiques depuis le 19 janvier 1927.